# ماهی پرک‌دار هندی
ماهی پرک‌دار هندی (نام علمی: Chitala chitala) نام یک گونه از سرده پشت‌پره‌ای‌های آسیایی است.